# Verrucaria
Die Gattung Verrucaria umfasst zahlreiche, fast durchwegs gesteinsbewohnende Flechten. Die meisten Arten sind typische Kalkflechten und sie tragen erheblich zur biogenen Verwitterung des Kalkgesteins bei. Die Fruchtkörper sind kleine, selten über 0,6 mm breite Perithecien, die gewöhnlich mehr oder weniger ins Lager oder bei endolithischen Arten in das Gestein eingesenkt sind.

## Besonderheiten
Erwähnenswert sind die sogenannten endolithischen Arten, bei denen das Hyphengeflecht und die Algenschicht sich innerhalb des Gesteins befinden. Die Perithecien sind regelrecht in den Stein hineingelöst. Nach dem Absterben des Lagers bleiben am Gestein kleine Gruben übrig.

## Systematik
Ausgewählte Arten:
- Verrucaria aethiobola
- Verrucaria amphibia
- Verrucaria aquatilis
- Verrucaria aspiciliicola
- Verrucaria baldensis
- Verrucaria bryoctona
- Verrucaria calciseda
- Verrucaria ditmarsica
- Verrucaria dolosa
- Verrucaria dufourii
- Verrucaria elaeomelaena
- Verrucaria funckii
- Verrucaria fusconigrescens
- Verrucaria glaucina
- Verrucaria halizoa
- Verrucaria hochstetteri
- Verrucaria hunsrueckensis[5]
- Verrucaria hydrela
- Verrucaria macrostoma
- Verrucaria margacea
- Verrucaria marmorea
- Verrucaria maura
- Verrucaria mucosa
- Verrucaria muralis
- Verrucaria murina
- Verrucaria nigrescens
- Verrucaria pachyderma
- Verrucaria pinguicula
- Verrucaria praetermissa
- Verrucaria prominula
- Verrucaria rupestris
- Verrucaria serpuloides
- Verrucaria simplex
- Verrucaria striatula
- Verrucaria virdula